# آنا بيليتيرو
آنا بيليتيرو بريون (ولدت في 2 ديسمبر 1995 في ريبيرا، غاليسيا، إسبانيا) لاعبة الوثب الثلاثي أسبانية وحاملة الرقم القياسي الوطني فازت بالميدالية الذهبية في بطولة أوروبا لألعاب القوى الأوروبية لعام 2019. سبق لها أن فازت بالميداليات البرونزية في بطولة بطولة العالم لألعاب القوى داخل الصالات 2018 و بطولة أوروبا لألعاب القوى 2018.

## أفضل الأرقام الشخصية
- قفزة ثلاثية
  - خارجي: 14.55 م (خيتافي ، 2018)[5]
  - داخلي: 14.73 م (غلاسكو 2019) رقم وطني
- قفزة طويلة
  - خارجي: 5.99 م (بلد الوليد ، 2015)
  - داخلي: 5.87 م (لا كورونيا ، 2012)

## روابط خارجية
- آنا بيليتيرو على موقع الاتحاد الدولي لألعاب القوى (الإنجليزية)
- آنا بيليتيرو على موقع الاتحاد الأوروبي لألعاب القوى (الإنجليزية)
- آنا بيليتيرو على موقع اللجنة الأولمبية الدولية (الإنجليزية)
- آنا بيليتيرو على موقع أوليمبيديا (الإنجليزية)